# Melanophryniscus fulvoguttatus
Melanophryniscus fulvoguttatus är en groddjursart som först beskrevs av Mertens 1937.  Melanophryniscus fulvoguttatus ingår i släktet Melanophryniscus och familjen paddor. IUCN kategoriserar arten globalt som livskraftig. Inga underarter finns listade i Catalogue of Life.